# فردان (كندا)
فردان (بالفرنسية: Verdun)‏ هي حي، في كندا، تقع في مونتريال، بلغ عدد سكانها 69,106  نسمة وذلك حسب إحصائيات سنة 2016، تبلغ مساحتها 9.615 كيلومتر مربع.

## الموقع
تشترك في الحدود مع:
- لاسال
- لو سود-وست.

## أعلام
- باول غريغوار
- لوسيان كارون
- يفون روبرت
- إد كورتيناي
- إريك شارون
- أنتوني باريت
- جورج براون